# Edifício Guaspari
O Edifício Guaspari é um edifício comercial localizado no Centro Histórico de Porto Alegre. Foi projetado em 1936 pelo arquiteto espanhol Fernando Corona (1895-1979) e construído pela empresa Azevedo Moura & Gertum.
Arquiteto autodidata, Corona projetou outras obras relevantes em Porto Alegre, como o Instituto de Educação (1934), a Galeria Chaves (1936), o Instituto de Belas Artes, atual Instituto de Artes da UFRGS (1940), e o Edifício Jaguaribe (1951), dentre outras. Ao desenhar o Edifício Guaspari, Corona combinou elementos de modernidade, como as esquinas arredondadas, a transparência do térreo e o efeito contínuo das esquadrias, com estratégias clássicas, como a simetria axial e a frontalidade. O prédio é marcado pela ausência de decorações aplicadas e pela fluidez contínua das esquinas arredondadas, o que sugere influência do expressionismo alemão, sobretudo de Erich Mendelsohn (1887-1953).
Fechado por aproximadamente três décadas, o Edifício Guaspari foi reinaugurado em 2017, passando a abrigar loja Lebes, restaurante e cafeteria.

## História
Os irmãos Guaspari eram alfaiates da região sul da Itália que, no fim do século XIX, imigraram para Porto Alegre, onde fundaram a Rafael Guaspari e Irmãos Ltda. 

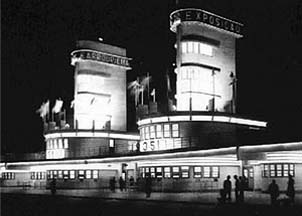
Pórtico Monumental da Exposição do Centenário Farroupilha (1935), de Franz Filsinger

O Edifício Guaspari condensa o espírito da década de 1930, cujo maior acontecimento no Rio Grande do Sul foi a Exposição Comemorativa do Centenário Farroupilha, em 1935. Muitos dos pavilhões da feira faziam referência ao expressionismo alemão e ao futurismo italiano, como o pavilhão do cassino, de Cristiano de La Paix Gelbert, e o pórtico de entrada, de Franz Filsinger. Embora efêmero, o conjunto edificado influenciou a produção local, e o Guaspari pode ser considerado uma de suas consequências.

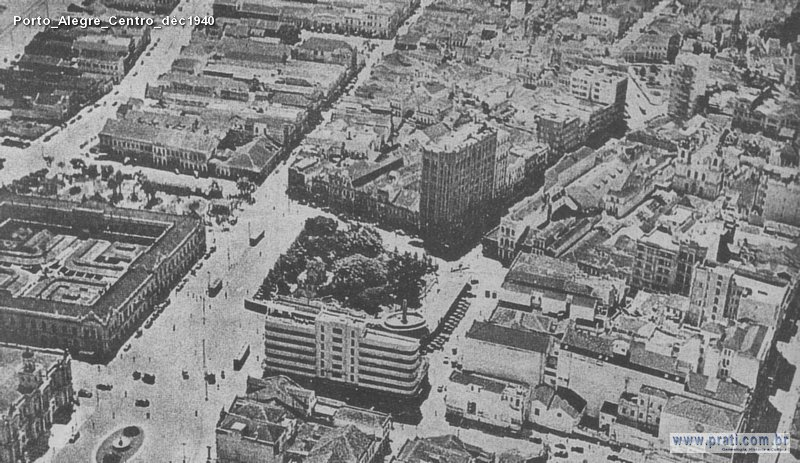
Centro Histórico na década de 1940

Em 1935, foi elaborado um primeiro projeto para um edifício no local, de autoria do arquiteto João Schmidt, prevendo quatro pavimentos, com lojas no térreo e escritórios nos demais andares. Em 1936, um segundo projeto previu um prédio de treze andares, com térreo, sobreloja e apartamentos. Em novembro do mesmo ano, um terceiro projeto diminuiu o número de andares e restringiu o programa a atividades comerciais.

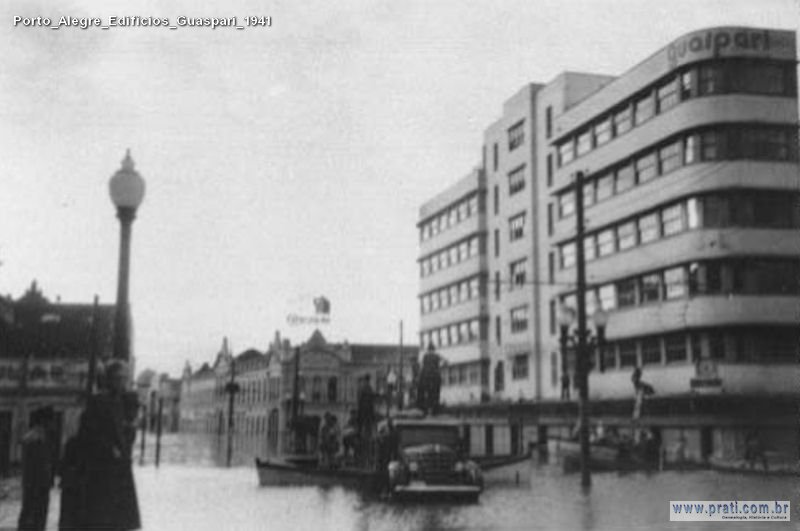
Edifício Guaspari durante as enchentes de 1941

Algumas fontes alegam que o Edifício Guaspari foi construído em local público, tendo sido firmado o compromisso de demolição do imóvel quando vencida a cessão temporária do terreno. Em 1943, o prefeito Antônio Brochado da Rocha (1907-1995) chegou a cogitar sua demolição, ideia que não se efetivou.
Desde o final dos anos de 1980, o prédio esteve fechado, com suas fachadas ocultas por luxalon metálico que o tornavam irreconhecível e descaracterizado. Fechado por aproximadamente três décadas, o Edifício Guaspari foi reinaugurado em 2017, após reforma completa que viabilizou sua ocupação por loja Lebes, restaurante e cafeteria.

## Arquitetura

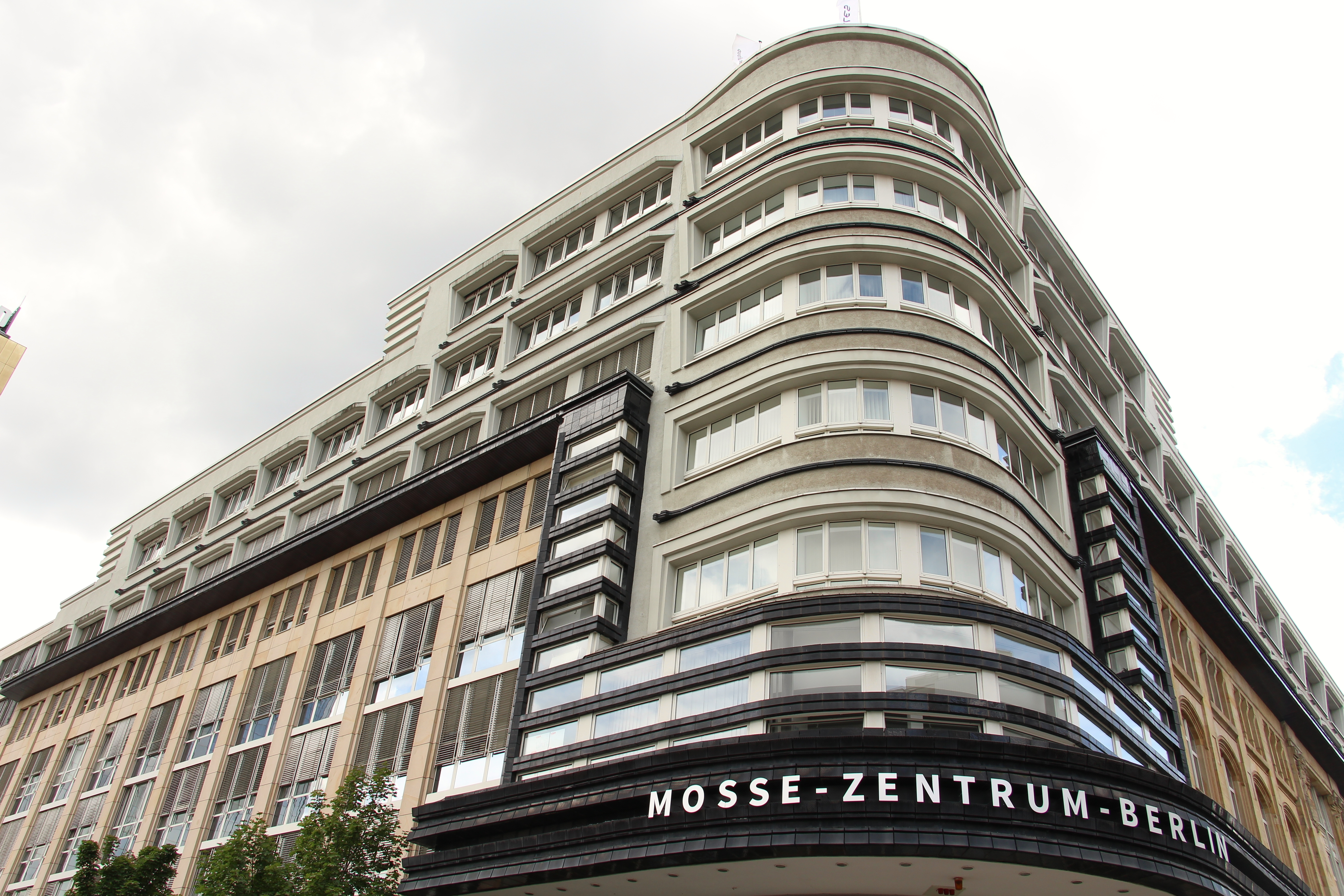
Edifício Mosse (1923), de Erich Mendelsohn, em Berlim

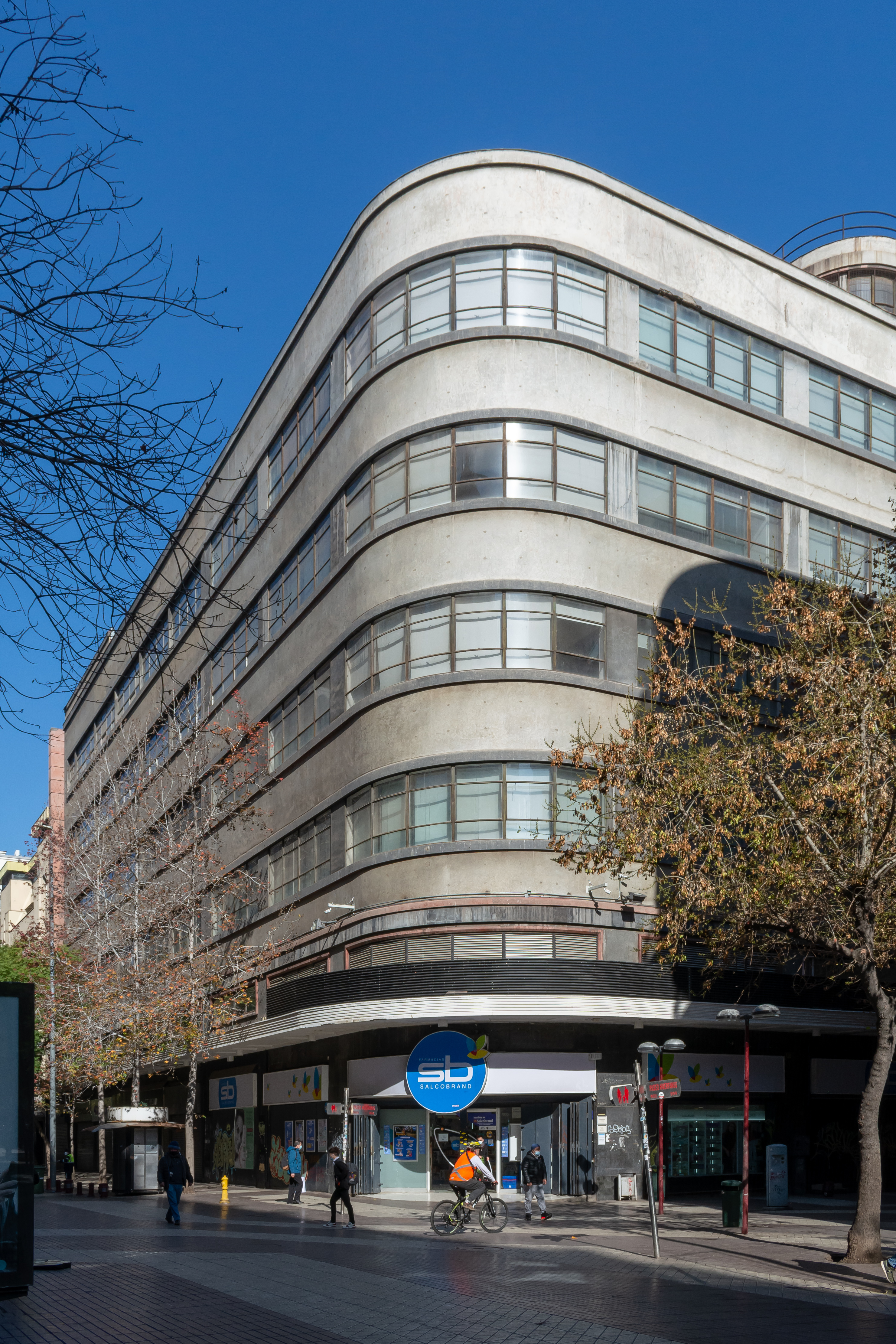
Edifício Oberpaur (1930) de Sergio Larraín García-Moreno e Jorge Arteaga, em Santiago

### Influências
As esquinas suavemente arredondadas do Edifício Guaspari fazem referência direta ao expressionismo alemão, presente em obras de Erich Mendelsonh (1887-1953), como o Edifício Mosse (1923) em Berlim.
O expressionismo alemão penetrou fortemente na América Latina a partir da década de 1930, estendendo-se até a metade da década de 1940. O pioneiro do gênero no subcontinente foi o Edifício Oberpaur (1930), de Sergio Larraín García-Moreno e Jorge Arteaga, em Santiago, cuja semelhança com o Edifício Guaspari é notável.
No Edifício Guaspari, predominam os elementos derivados da engenharia naval, como as esquinas arredondadas. A analogia náutica da máquina como símbolo da nova arquitetura foi uma ideia presente nas obras de Mendelsohn e desenvolvida por Le Corbusier (1887-1965).

### Programa
O Edifício Guaspari foi inicialmente projetado para atender um uso misto (comercial e residencial), mas ainda em 1936 o projeto foi modificado para abrigar apenas a Loja Guaspari. Apesar disso, o último projeto aprovado na prefeitura apresenta diferenças quanto ao edifício construído, referentes ao número de pavimentos e ao volume central que marca o acesso principal.

### Implantação
O Edifício Guaspari foi implantado em lote de dimensões incomuns, ao lado do Edifício Malakoff, excepcional construção em altura do século XIX demolida na década de 1950, com características ainda coloniais, mas com maiores dimensões e frontão neoclássico.

### Estrutura
A estrutura de concreto é modulada com duas linhas de pilares a cada cinco metros: a primeira, independente da parede, é paralela ao alinhamento do terreno; a segunda, embutida na parede, acompanha a inclinação do terreno em sua divisa de fundos. As vigas seguem a malha formada pelos pilares.

## Patrimônio Cultural
O prédio foi tombado como Patrimônio Histórico Cultural em 2008.
1. 1 2 3 4  XAVIER, Alberto; MIZOGUCHI, Ivan (1987). Arquitetura Moderna em Porto Alegre. Porto Alegre: Pini. pp. 46–47
2. 1 2 3 4 5 6 7 8 9 10 11 12 13  CANEZ, Anna Paula (1998). Fernando Corona e os caminhos da arquitetura moderna em Porto Alegre. Porto Alegre: Unidade Editorial / Instituto Ritter dos Reis. pp. 54–64
3. 1 2  Lima, Raquel Rodrigues; Canez, Anna Paula (2018). «A bordo do Guaspari». Arquitetura Revista (em espanhol) (1): 41–47. Consultado em 27 de dezembro de 2024
4. 1 2 3 4 5  CANEZ, Anna Paula;  et al. (2004). Acervos Azevedo Moura & Gertum e João Alberto: Imagem e construção da modernidade em Porto Alegre. Porto Alegre: UniRitter. pp. 28–31
5. ↑  CANEZ, Anna Paula (1998). Fernando Corona e os caminhos da arquitetura moderna em Porto Alegre. Porto Alegre: Unidade Editorial / Instituto Ritter dos Reis. pp. 142–160
6. ↑  «Arquitetura Moderna em Porto Alegre (Parte I): Antecedentes e a linhagem Corbusiana dos anos 50 / Luís Henrique Haas Luccas». ArchDaily Brasil. 8 de julho de 2016. Consultado em 10 de dezembro de 2024
7. 1 2  «Em edifício histórico, Lebes Life Store será inaugurada nesta quarta no Centro Histórico». GZH. 8 de agosto de 2017. Consultado em 25 de dezembro de 2024
8. ↑  BROWNE, Enrique (1982). Outra Arctectura em América Latina. México: Gustavo Gili. p. 33
9. ↑  «Edifício Guaspari: história preservada - CAU/RS». CAU/RS - Conselho de Arquitetura e Urbanismo do Rio Grande do Sul. 26 de março de 2017. Consultado em 25 de dezembro de 2024